# West for Wishing
Albums de Matchbook Romance
Stories and Alibis
(2003)
West for Wishing est le premier EP du groupe américain Matchbook Romance, sorti en 2003.

## Liste des titres
| No | Titre                           | Durée |
| -- | ------------------------------- | ----- |
| 1. | 14 Balloons                     | 1:09  |
| 2. | The Greatest Fall (Of All Time) | 3:46  |
| 3. | Hollywood and Vine              | 2:48  |
| 4. | Farewell to Friends             | 3:54  |
| 5. | Save Yourself                   | 3:50  |

## Participants
- Andrew Jordan - chant, guitare
- Ryan "Judas" DePaolo - guitare, chant
- Ryan Kienle - basse, chant
- Aaron Stern - batterie
- Brett Gurewitz - producteur, ingénieur du son et mixer